# John Murphy (sacerdot)
John Murphy (1753 - 2 de juliol de 1798) fou un sacerdot catòlic irlandès i un dels líders de la Rebel·lió irlandesa de 1798 a Wexford que va ser executat per soldats britànics.